# Pemba-szigeti zöldgalamb
A Pemba-szigeti zöldgalamb (Treron pembaensis) a madarak osztályának galambalakúak (Columbiformes) rendjébe és a galambfélék (Columbidae) családjába tartozó faj.
A magyar név forrással nincs megerősítve, lehet, hogy az angol név tükörfordítása (Pemba Green-pigeon).

## Előfordulása
A Tanzániához tartozó Pemba-szigetén honos.

## Megjelenése
Testhossza 25 centiméter.